# フェアフィールド・バイ・マリオット札幌

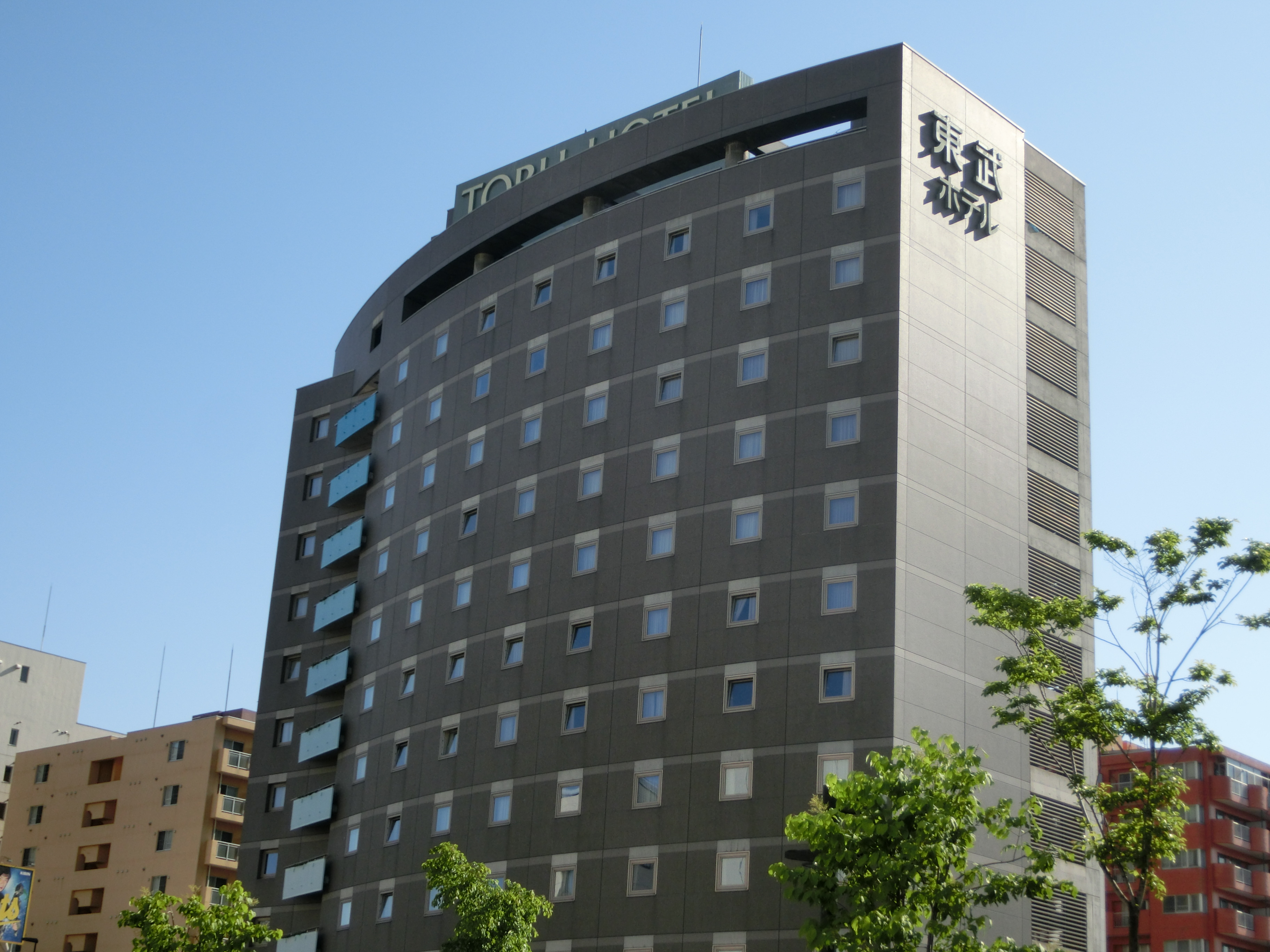
札幌東武ホテル時（2016年5月）

フェアフィールド・バイ・マリオット札幌（英語: Fairfield by Marriott Sapporo）は、札幌市中央区にあるホテル。
1994年（平成6年）に「札幌東武ホテル」としてオープンした。2019年（令和元年）に東武鉄道がマリオット・インターナショナルと提携後、同年10月から休館して全面改修工事を実施し、2020年（令和2年）に日本国内初進出となる「フェアフィールド・バイ・マリオット」ブランドとなる「フェアフィールド・バイ・マリオット札幌」にリブランドした。

## 施設
客室
- コージーシングル (18 m²)
- ツインベッドルーム (25 m²)
- ダブルベッドルーム (18 m²)
- 追加ベッド付きツイングルーム (28 m²)
- 1キング (23 m²)
- 1キング+ソファベッド (28 m²)
- ファミリー&ユニバーサル (47 m²)
- フェアフィールド (60 m²)

レストラン&カフェ
- Restaurant LUONTO
- FIKA CAFÉ Lagom

その他
- フィットネスセンター
- イベントルーム (73 m²)

## アクセス
創成川通（創成川公園）沿いに立地しており、二条市場や狸小路商店街に近接している。また、さっぽろテレビ塔、大通公園、すすきのまで徒歩約5分に位置している。
- 札幌市営地下鉄東豊線豊水すすきの駅から徒歩約3分
- 札幌市営地下鉄南北線すすきの駅から徒歩約5分
- 北海道旅客鉄道（JR北海道）札幌駅から車で約6分